# Derris kanjilalii
Derris kanjilalii är en ärtväxtart som beskrevs av K.C.Sahni och H.B. Naithani. Derris kanjilalii ingår i släktet Derris och familjen ärtväxter. Inga underarter finns listade i Catalogue of Life.